# Премії НАН України імені видатних учених України — лауреати 2019 року
Премії НАН України імені видатних учених України — лауреати 2019 року.
Згідно з постановою Президії НАН України від 12 лютого 2020 року № 47 за підсумками конкурсу 2019 р., проведеного відділеннями Національної академії наук України лауреатами премій стали:
| Премія                                             | Премійовані роботи | Лауреати                             | Коротко про лауреата |
| -------------------------------------------------- | --- | ------------------------------------ | --- |
| Премія НАН України імені М. Г. Крейна              | за цикл праць «Нормально розв'язні крайові задачі» | Бойчук Олександр Андрійович          | член-кореспондент НАН України, завідувач лабораторії Інституту математики НАН України |
| Премія НАН України імені М. Г. Крейна              | за цикл праць «Нормально розв'язні крайові задачі» | Журавльов Валерій Пилипович          | доктор фізико-математичних наук, завідувач кафедри Житомирського національного агроекологічного університету                                                                                              |
| Премія НАН України імені М. Г. Крейна              | за цикл праць «Нормально розв'язні крайові задачі» | Самойленко Анатолій Михайлович       | академік НАН України, директор Інституту математики НАН України |
| Премія НАН України імені О. В. Погорєлова          | за цикл праць «Геометрія і топологія підмноговидів та фракталів в ріманових та евклідових просторах» | Амінов Юрій Ахметович                | доктор фізико-математичних наук, головний науковий співробітник Фізико-технічного інституту низьких температур ім. Б. І. Вєркіна НАН України                                                              |
| Премія НАН України імені О. В. Погорєлова          | за цикл праць «Геометрія і топологія підмноговидів та фракталів в ріманових та евклідових просторах» | Працьовитий Микола Вікторович        | доктор фізико-математичних наук, головний науковий співробітник Інституту математики НАН України |
| Премія НАН України імені А. О. Дородніцина         | за цикл робіт «Сучасні адаптивні комп'ютерні технології розв'язання задач обчислювальної та прикладної математики»                                                                                               | Задірака Валерій Костянтинович       | академік НАН України, завідувач відділу Інституту кібернетики ім. В. М. Глушкова НАН України |
| Премія НАН України імені А. О. Дородніцина         | за цикл робіт «Сучасні адаптивні комп'ютерні технології розв'язання задач обчислювальної та прикладної математики»                                                                                               | Хіміч Олександр Миколайович          | член-кореспондент НАН України, заступник директора Інституту кібернетики ім. В. М. Глушкова НАН України                                                                                                   |
| Премія НАН України імені С. О. Лебедєва            | за комплексну роботу «Створення он-лайн платформи системного аналізу і сценарного планування сталого розвитку країн і регіонів світу в контексті якості та безпеки життя людей»                                  | Згуровський Михайло Захарович        | академік НАН України, ректор Національного технічного університету України «Київський політехнічний інститут імені Ігоря Сікорського»                                                                     |
| Премія НАН України імені О. К. Антонова            | за серію праць «Теоретичне та науково-практичне забезпечення покращення аеродинамічних характеристик крил і літальних апаратів при створенні перспективної авіаційної техніки»                                   | Воропаєв Геннадій Олександрович      | член-кореспондент НАН України, завідувач відділу Інституту гідромеханіки НАН України |
| Премія НАН України імені О. К. Антонова            | за серію праць «Теоретичне та науково-практичне забезпечення покращення аеродинамічних характеристик крил і літальних апаратів при створенні перспективної авіаційної техніки»                                   | Довгий Станіслав Олексійович         | академік НАН України, завідувач відділу Інституту гідромеханіки НАН України |
| Премія НАН України імені О. К. Антонова            | за серію праць «Теоретичне та науково-практичне забезпечення покращення аеродинамічних характеристик крил і літальних апаратів при створенні перспективної авіаційної техніки»                                   | Кудрявцев Володимир Олександрович    | головний конструктор з аеродинаміки Державного підприємства «Антонов» |
| Премія НАН України імені Г. С. Писаренка           | за серію праць «Розробка експериментальних методів дослідження особливостей деформування та руйнування конструкційних матеріалів в екстремальних умовах експлуатації»                                            | Стрижало Володимир Олександрович     | член-кореспондент НАН України, завідувач відділу Інституту проблем міцності ім. Г. С. Писаренка НАН України                                                                                               |
| Премія НАН України імені Г. С. Писаренка           | за серію праць «Розробка експериментальних методів дослідження особливостей деформування та руйнування конструкційних матеріалів в екстремальних умовах експлуатації»                                            | Писаренко Георгій Георгійович        | доктор технічних наук, завідувач відділу Інституту проблем міцності ім. Г. С. Писаренка НАН України |
| Премія НАН України імені Г. С. Писаренка           | за серію праць «Розробка експериментальних методів дослідження особливостей деформування та руйнування конструкційних матеріалів в екстремальних умовах експлуатації»                                            | Матохнюк Лев Євгенович               | кандидат технічних наук, старший науковий співробітник Інституту проблем міцності ім. Г. С. Писаренка НАН України                                                                                         |
| Премія НАН України імені С. Я. Брауде              | за розвиток теорії хвильових процесів у складних магнітодіелектричних середовищах та її застосування для опису резонансного розсіяння                                                                            | Ваврів Дмитро Михайлович             | член-кореспондент НАН України, заступник директора Радіоастрономічного інституту НАН України |
| Премія НАН України імені С. Я. Брауде              | за розвиток теорії хвильових процесів у складних магнітодіелектричних середовищах та її застосування для опису резонансного розсіяння                                                                            | Мележик Петро Миколайович            | академік НАН України, директор Інституту радіофізики та електроніки ім. О. Я. Усикова НАН України |
| Премія НАН України імені С. Я. Брауде              | за розвиток теорії хвильових процесів у складних магнітодіелектричних середовищах та її застосування для опису резонансного розсіяння                                                                            | Просвірнін Сергій Леонідович         | доктор фізико-математичних наук, завідувач відділу Радіоастрономічного інституту НАН України |
| Премія НАН України імені Б. І. Вєркіна             | за передбачення та експериментальне виявлення особливостей кооперативних явищ у новітніх твердотільних системах — топологічних ізоляторах та екзотичних надпровідниках                                           | Гнезділов Володимир Петрович         | доктор фізико-математичних наук, провідний науковий співробітник Фізико-технічного інституту низьких температур ім. Б. І. Вєркіна НАН України                                                             |
| Премія НАН України імені Б. І. Вєркіна             | за передбачення та експериментальне виявлення особливостей кооперативних явищ у новітніх твердотільних системах — топологічних ізоляторах та екзотичних надпровідниках                                           | Пашкевич Юрій Георгійович            | доктор фізико-математичних наук, завідувач відділу Донецького фізико-технічного інституту ім. О. О. Галкіна НАН України                                                                                   |
| Премія НАН України імені Б. І. Вєркіна             | за передбачення та експериментальне виявлення особливостей кооперативних явищ у новітніх твердотільних системах — топологічних ізоляторах та екзотичних надпровідниках                                           | Петер Лемменс                        | доктор наук, професору Інституту фізики конденсованого стану (Німеччина) |
| Премія НАН України імені О. С. Давидова            | за розвиток статистичних методів дослідження структурно-невпорядкованих багаточастинкових систем | Головач Юрій Васильович              | член-кореспондент НАН України, завідувач відділу Інституту фізики конденсованих систем НАН України |
| Премія НАН України імені О. С. Давидова            | за розвиток статистичних методів дослідження структурно-невпорядкованих багаточастинкових систем | Головко Мирослав Федорович           | член-кореспондент НАН України, головний науковий співробітник Інституту фізики конденсованих систем НАН України                                                                                           |
| Премія НАН України імені О. С. Давидова            | за розвиток статистичних методів дослідження структурно-невпорядкованих багаточастинкових систем | Загородній Анатолій Глібович         | академік НАН України, директор Інституту теоретичної фізики ім. М. М. Боголюбова НАН України |
| Премія НАН України імені Н. Д. Моргуліса           | за встановлення фізичних механізмів чутливості наноструктурованих матеріалів до багатокомпонентних середовищ | Кукла Олександр Леонідович           | доктор фізико-математичних наук, завідувач відділу Інституту фізики напівпровідників ім. В. Є. Лашкарьова НАН України                                                                                     |
| Премія НАН України імені Н. Д. Моргуліса           | за встановлення фізичних механізмів чутливості наноструктурованих матеріалів до багатокомпонентних середовищ | Сминтина Валентин Андрійович         | доктор фізико-математичних наук, завідувач кафедри Одеського національного університету ім. І. І. Мечникова                                                                                               |
| Премія НАН України імені Н. Д. Моргуліса           | за встановлення фізичних механізмів чутливості наноструктурованих матеріалів до багатокомпонентних середовищ | Чегель Володимир Іванович            | доктор фізико-математичних наук, провідний науковий співробітник Інституту фізики напівпровідників ім. В. Є. Лашкарьова НАН України                                                                       |
| Премія НАН України імені П. А. Тутковського        | за монографію «Атлас-определитель каменноугольных спириферид Восточной Европы» | Полєтаєв Владислав Інокентійович     | доктор геолого-мінералогічних наук, виконуючий обов'язки завідувача відділу Інституту геологічних наук НАН України                                                                                        |
| Премія НАН України імені Є. О. Патона              | за цикл праць «Розроблення технологій для виготовлення і ремонту металевих конструкцій машин і інженерних споруд цивільного та військового призначення із високоміцних сталей з границею текучості 350…1200 МПа» | Позняков Валерій Дмитрович           | член-кореспондент НАН України, завідувач відділу Інституту електрозварювання ім. Є. О. Патона НАН України                                                                                                 |
| Премія НАН України імені Є. О. Патона              | за цикл праць «Розроблення технологій для виготовлення і ремонту металевих конструкцій машин і інженерних споруд цивільного та військового призначення із високоміцних сталей з границею текучості 350…1200 МПа» | Гайворонський Олександр Анатолійович | доктор технічних наук, провідний науковий співробітник Інституту електрозварювання ім. Є. О. Патона НАН України                                                                                           |
| Премія НАН України імені Г. В. Карпенка            | за цикл праць «Закономірності руйнування металів у хлоридних і сірководневих середовищах та розроблення засобів їх протикорозійного захисту»                                                                     | Хома Мирослав Степанович             | член-кореспондент НАН України, завідувач відділу Фізико-механічного інституту ім. Г. В. Карпенка НАН України                                                                                              |
| Премія НАН України імені Г. В. Карпенка            | за цикл праць «Закономірності руйнування металів у хлоридних і сірководневих середовищах та розроблення засобів їх протикорозійного захисту»                                                                     | Зінь Іван Миколайович                | доктор технічних наук, завідувач відділу Фізико-механічного інституту ім. Г. В. Карпенка НАН України |
| Премія НАН України імені Г. В. Карпенка            | за цикл праць «Закономірності руйнування металів у хлоридних і сірководневих середовищах та розроблення засобів їх протикорозійного захисту»                                                                     | Корній Сергій Андрійович             | доктор технічних наук, старший науковий співробітник Фізико-механічного інституту ім. Г. В. Карпенка НАН України                                                                                          |
| Премія НАН України імені Г. Ф. Проскури            | за серію праць «Науково-технічні основи моделювання та проектування високоефективних проточних частин енергетичних турбоустановок»                                                                               | Русанов Андрій Вікторович            | член-кореспондент НАН України, директор Інституту проблем машинобудування ім. А. М. Підгорного НАН України                                                                                                |
| Премія НАН України імені Г. Ф. Проскури            | за серію праць «Науково-технічні основи моделювання та проектування високоефективних проточних частин енергетичних турбоустановок»                                                                               | Гнесін Віталій Ісайович              | доктор технічних наук, провідний науковий співробітник Інституту проблем машинобудування ім. А. М. Підгорного НАН України                                                                                 |
| Премія НАН України імені Г. Ф. Проскури            | за серію праць «Науково-технічні основи моделювання та проектування високоефективних проточних частин енергетичних турбоустановок»                                                                               | Хорєв Олег Миколайович               | кандидат технічних наук, старший науковий співробітник Інституту проблем машинобудування ім. А. М. Підгорного НАН України                                                                                 |
| Премія НАН України імені О. І. Лейпунського        | за цикл робіт «Матеріалознавчий та дозиметричний супровід безпечної експлуатації корпусів реакторів ВВЕР енергоблоків АЕС України»                                                                               | Буканов Володимир Миколайович        | кандидат фізико-математичних наук, завідувач відділу Інституту ядерних досліджень НАН України |
| Премія НАН України імені О. І. Лейпунського        | за цикл робіт «Матеріалознавчий та дозиметричний супровід безпечної експлуатації корпусів реакторів ВВЕР енергоблоків АЕС України»                                                                               | Ревка Володимир Миколайович          | кандидат фізико-математичних наук, завідувач відділу Інституту ядерних досліджень НАН України |
| Премія НАН України імені О. І. Лейпунського        | за цикл робіт «Матеріалознавчий та дозиметричний супровід безпечної експлуатації корпусів реакторів ВВЕР енергоблоків АЕС України»                                                                               | Чирко Людмила Іванівна               | кандидат фізико-математичних наук, провідний науковий співробітник Інституту ядерних досліджень НАН України                                                                                               |
| Премія НАН України імені А. І. Кіпріанова          | за цикл праць «Створення методів синтезу і дослідження хімічних властивостей фторовмісних гетероциклічних сполук нових типів — потенційних засобів для лікування вірусних захворювань»                           | Шермолович Юрій Григорович           | доктор хімічних наук, заступник директора Інституту органічної хімії НАН України |
| Премія НАН України імені А. І. Кіпріанова          | за цикл праць «Створення методів синтезу і дослідження хімічних властивостей фторовмісних гетероциклічних сполук нових типів — потенційних засобів для лікування вірусних захворювань»                           | Тимошенко Вадим Михайлович           | доктор хімічних наук, провідний науковий співробітник Інституту органічної хімії НАН України |
| Премія НАН України імені А. І. Кіпріанова          | за цикл праць «Створення методів синтезу і дослідження хімічних властивостей фторовмісних гетероциклічних сполук нових типів — потенційних засобів для лікування вірусних захворювань»                           | Сірий Сергій Андрійович              | кандидат хімічних наук, старший науковий співробітник Інституту органічної хімії НАН України |
| Премія НАН України імені М. М. Амосова             | за цикл праць «Сучасні клініко-організаційні аспекти хірургічного лікування пацієнтів з хворобами та травмами серця і магістральних судин»                                                                       | Лазоришинець Василь Васильович       | академік Національної академії медичних наук України, директор Державної установи «Національний інститут серцево-судинної хірургії імені М. М. Амосова Національної академії медичних наук України»       |
| Премія НАН України імені М. М. Амосова             | за цикл праць «Сучасні клініко-організаційні аспекти хірургічного лікування пацієнтів з хворобами та травмами серця і магістральних судин»                                                                       | Цимбалюк Віталій Іванович            | член-кореспондент НАН України, академік Національної академії медичних наук України, президент Національної академії медичних наук України                                                                |
| Премія НАН України імені М. М. Амосова             | за цикл праць «Сучасні клініко-організаційні аспекти хірургічного лікування пацієнтів з хворобами та травмами серця і магістральних судин»                                                                       | Лурін Ігор Анатолійович              | член-кореспондент Національної академії медичних наук України, заступник керівника Головного управління внутрішньої та гуманітарної політики, завідувач відділу охорони здоров'я Офісу Президента України |
| Премія НАН України імені В. П. Комісаренка         | за серію праць «Визначення патофізіологічних основ розвитку імунозалежних захворювань з метою розробки ефективних способів їх лікування»                                                                         | Гольцев Анатолій Миколайович         | академік НАН України, директор Інституту проблем кріобіології і кріомедицини НАН України |
| Премія НАН України імені П. Г. Костюка             | за цикл праць «Структурні зміни нервової тканини головного мозку при ішемічний ураженні» | Скибо Галина Григорівна              | член-кореспондент НАН України, завідувач відділу Інституту фізіології ім. О. О. Богомольця НАН України |
| Премія НАН України імені П. Г. Костюка             | за цикл праць «Структурні зміни нервової тканини головного мозку при ішемічний ураженні» | Лушніковій Ірина Василівна           | доктор біологічних наук, провідний науковий співробітник Інституту фізіології ім. О. О. Богомольця НАН України                                                                                            |
| Премія НАН України імені П. Г. Костюка             | за цикл праць «Структурні зміни нервової тканини головного мозку при ішемічний ураженні» | Коваленко Тетяна Миколаївна          | кандидат біологічних наук, старший науковий співробітник Інституту фізіології ім. О. О. Богомольця НАН України                                                                                            |
| Премія НАН України імені О. В. Палладіна           | за серію праць «Мультифункціональне використання ензимів в біосенсориці» | Дзядевич Сергій Вікторович           | доктор біологічних наук, заступник директора з наукової роботи Інституту молекулярної біології і генетики НАН України                                                                                     |
| Премія НАН України імені О. В. Палладіна           | за серію праць «Мультифункціональне використання ензимів в біосенсориці» | Солдаткін Олександр Олексійович      | кандидат біологічних наук, провідний науковий співробітник Інституту молекулярної біології і генетики НАН України                                                                                         |
| Премія НАН України імені О. В. Палладіна           | за серію праць «Мультифункціональне використання ензимів в біосенсориці» | Солдаткін Олексій Петрович           | академік НАН України, завідувач відділу Інституту молекулярної біології і генетики НАН України |
| Премія НАН України імені І. І. Шмальгаузена        | за серію праць «Карабоїдні жуки та наземні молюски України та прилеглих територій, їх біоценотичне та практичне значення»                                                                                        | Пучков Олександр Васильович          | доктор біологічних наук, завідувач лабораторії Інституту зоології ім. І. І. Шмальгаузена НАН України |
| Премія НАН України імені І. І. Шмальгаузена        | за серію праць «Карабоїдні жуки та наземні молюски України та прилеглих територій, їх біоценотичне та практичне значення»                                                                                        | Балашов Ігор Олександрович           | кандидат біологічних наук, старший науковий співробітник Інституту зоології ім. І. І. Шмальгаузена НАН України                                                                                            |
| Премія НАН України імені В. Я. Юр'єва              | за цикл праць «Мутаційна мінливість організмів в умовах радіаційного та хімічного забруднення навколишнього середовища»                                                                                          | Якимчук Руслан Андрійович            | доктор біологічних наук, науковий співробітник Інституту фізіології рослин і генетики НАН України |
| Премія НАН України імені М. І. Туган-Барановського | за цикл робіт «Перспективи, напрями і механізми розвитку смарт-промисловості в Україні» | Вишневський Валентин Павлович        | академік НАН України, завідувач відділу Інституту економіки промисловості НАН України |
| Премія НАН України імені М. І. Туган-Барановського | за цикл робіт «Перспективи, напрями і механізми розвитку смарт-промисловості в Україні» | Гаркушенко Оксана Миколаївна         | кандидат економічних наук, провідний науковий співробітник Інституту економіки промисловості НАН України                                                                                                  |
| Премія НАН України імені М. І. Туган-Барановського | за цикл робіт «Перспективи, напрями і механізми розвитку смарт-промисловості в Україні» | Чекіна Вікторія Денисівна            | кандидат економічних наук, провідний науковий співробітник Інституту економіки промисловості НАН України                                                                                                  |
| Премія НАН України імені М. П. Василенка           | за цикл праць «Порівняльно-правова картина світу: діалектика розвитку» | Уїльям Елліот Батлер                 | іноземний члену НАН України, професору Університету штату Пенсильванія |
| Премія НАН України імені М. П. Василенка           | за цикл праць «Порівняльно-правова картина світу: діалектика розвитку» | Кресін Олексій Веніамінович          | доктор юридичних наук, провідний науковий співробітник Інституту держави і права ім. В. М. Корецького НАН України                                                                                         |
| Премія НАН України імені М. П. Василенка           | за цикл праць «Порівняльно-правова картина світу: діалектика розвитку» | Петришин Олександр Віталійович       | академік Національної академії правових наук України, президенту Національної академії правових наук України                                                                                              |
| Премія НАН України імені М. І. Костомарова         | за серію праць з української історіографії ХІХ–ХХ ст. | Ясь Олексій Васильович               | доктор історичних наук, провідний науковий співробітник Інституту історії України НАН України |
| Премія НАН України імені І. Я. Франка              | за праці «У пошуках архітвору (з історії української літератури ХХ століття)» (автор) і «Самі про себе. Автобіографії українських митців 1920-х років» (упорядник)                                               | Мовчан Раїса Валентинівна            | доктор філологічних наук, провідний науковий співробітник Інституту літератури ім. Т. Г. Шевченка НАН України                                                                                             |